# 田本博子
田本 博子（たもと ひろこ、1974年1月3日 - ）は、熊本県出身の女子ソフトボール選手（外野手）・指導者。現在は中学校教諭。

## 経歴
京都市立祥栄小学校、京都市立洛南中学校、明徳商業高校を経て、1992年に日立ソフトウェアに入団。ソフトボール選手として13年間、2005年からはコーチとして活動した。2008年をもって退団。
京都市教育委員会の2011年度教員採用試験(保健体育科特別選考)を受験し、合格する。公立学校の教師となったことで、同時に地方公務員としての身分をも有した。
2011年4月、京都市立下京中学校に新規採用教諭として赴任。
2013年4月、京都市立嵯峨中学校に異動。
2022年4月、京都市立勧修中学校に異動。

### オリンピック日本代表
身長150cm程度と小柄ながらシドニーオリンピックでは、主に9番センターで起用された。
現役を退いてからの北京オリンピックでは、コーチングスタッフとして日本代表チームに加わった。